# دایی (عنوان)

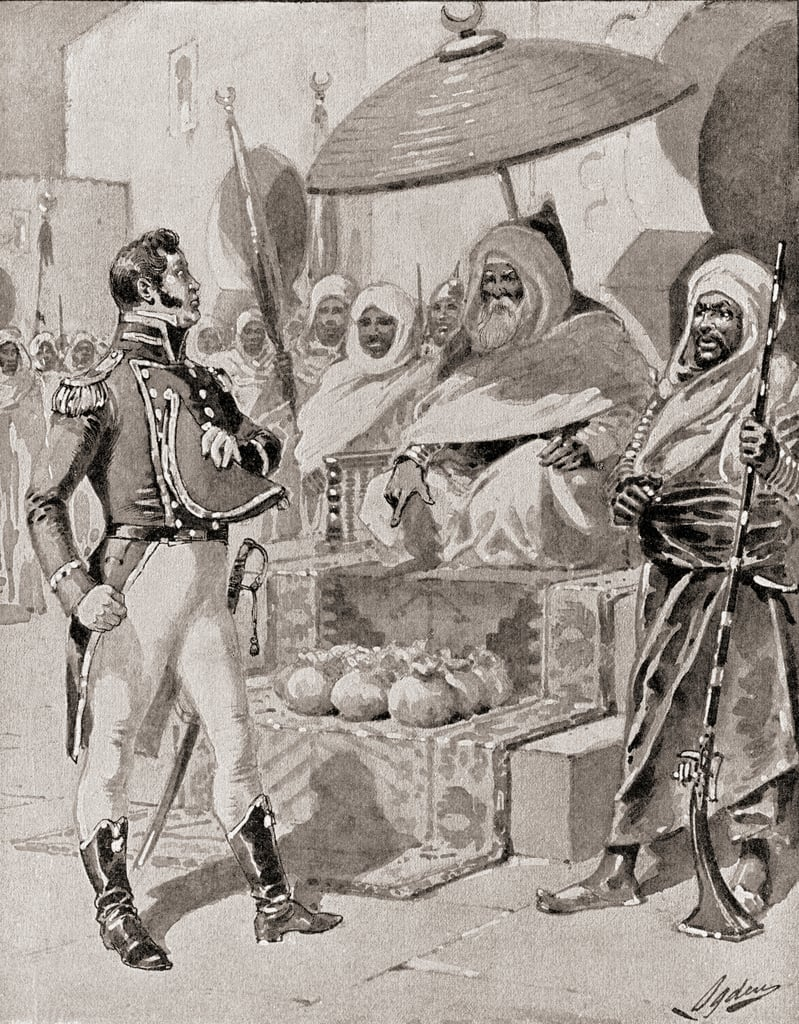
فرمانده آمریکایی ویلیام بینبریج در حال ادای احترام به دایی، سال ۱۸۰۰ میلادی

دایی (به عربی: دای) لقبی تُرکی و عنوان اشرافی بود که به حاکمان پادشاهی الجزایر عثمانی، طرابلس و تونس تحت سلطه امپراتوری عثمانی از سال ۱۶۷۱ به بعد داده می‌شد. از آغاز تا پیش از اشغال الجزایر توسط فرانسه در سال ۱۸۳۰، بیست و نه دایی منصوب شده بودند. این عنوان توسط رهبران غیرنظامی، نظامی و مذهبی محلی برای حکومت مادام العمر انتخاب می‌شد و با درجه بالایی از خودمختاری از سلطان عثمانی حکومت می‌کرد. منابع اصلی درآمد وی مالیات بر مردم کشاورزی، خراجهای مذهبی و پرداخت‌های حمایتی از طرف دزدان دریایی بربر بود که به حمل و نقل دریای مدیترانه حمله می‌کردند. در بخش اروپایی امپراتوری عثمانی، به ویژه در دوره انحطاط، رهبران غیرقانونی یا ماک که گاه غیرقانونی بودند، گاهی عنوان داهی را کسب می‌کردند که از عنوان دایی گرفته شده بود. قلمرو سلطنت الجزایر به سه استان (کنستانتین، تیتری و ریمل) تقسیم شد که هر یک از آنها توسط یک بیگ (بای) که او منصوب کرده بود اداره می‌شد. آخرین فرد دارای منصب «دایی» طرابلس، توسط احمد قارامانلی کشته شد، وی سلسله قارامانلی را در سال ۱۷۱۱ تأسیس کرد.